# Capillaster gracilicirrus
Capillaster gracilicirrus is een haarster uit de familie Comatulidae.
De wetenschappelijke naam van de soort werd in 1912 gepubliceerd door Austin Hobart Clark. In de protoloog werd de naam incorrect gespeld als "gracillacirra".